# Rester en vie
Rester en vie (titre original : Reasons to Stay Alive) est un roman autobiographique du romancier britannique Matt Haig publié en 2015 par Canongate Books. Le livre a été traduit en français par Samuel Sfez et publié par les éditions Philippe Rey en 2016.

## Résumé
À l'âge de 24 ans, Matt Haig passe son temps à faire la fête à Ibiza. Il est alors victime d'anxiété et de dépression, qui le poussent presque jusqu'au suicide. Dans Rester en vie, l'auteur détaille son combat avec la dépression, et comment il a appris à vivre avec cette maladie. Le livre est divisé en cinq chapitres : Tomber, Atterrir, Se relever, Vivre, Être. Matt Haig a voulu écrire un livre sur la dépression qui redonne espoir, un pari réussi d'après Le Nouvel Observateur : « Rester en vie est un "feel good book" qui se lit d’une traite et redonne le moral. »